# Campionato panellenico di pallacanestro 1959-1960
Il campionato panellenico 1959-1960 è stata la 20ª edizione del massimo campionato greco di pallacanestro maschile. La vittoria finale è stata ad appannaggio dell'Olympiakos.

## Risultati

### Stagione regolare
|    | Squadra                         | G | V | P | PF  | PS  | Pt. |
| -- | ------------------------------- | - | - | - | --- | --- | --- |
| 1. | Olympiakos                      | 7 | 7 | 0 | 478 | 401 | 21  |
| 2. | PAOK Salonicco                  | 7 | 6 | 1 | 475 | 433 | 19  |
| 3. | Panellīnios                     | 7 | 4 | 3 | 497 | 498 | 15  |
| 4. | Aris Salonicco                  | 7 | 4 | 3 | 489 | 486 | 15  |
| 5. | AEK Atene                       | 7 | 3 | 4 | 516 | 465 | 13  |
| 6. | Sporting Atene                  | 7 | 2 | 5 | 545 | 533 | 11  |
| 7. | Īraklīs Salonicco               | 7 | 2 | 5 | 498 | 496 | 11  |
| 8. | Olympiakós E.A.S. Antís Ampémpa | 7 | 0 | 7 | 414 | 600 | 7   |

| Campionato panellenico 1959-1960 |
| -------------------------------- |
| Olympiakos 2º titolo             |

## Formazione vincitrice
| N° | Naz.              | Ruolo | Sportivo              |  | Alt. |  |
| -- | ----------------- | ----- | --------------------- |  | ---- |  |
|    | Grecia (bandiera) |       | Giannīs Spanoudakīs   |  |      |  |
|    | Grecia (bandiera) |       | Alekos Spanoudakīs    |  |      |  |
|    | Grecia (bandiera) |       | Theodoros Vamvakousis |  |      |  |
|    | Grecia (bandiera) |       | Vasilis Fasilis       |  |      |  |
|    | Grecia (bandiera) |       | Markos Kaloudis       |  |      |  |
|    | Grecia (bandiera) |       | Mimis Douratsos       |  |      |  |
|    | Grecia (bandiera) |       | Nikos Nikolaidis      |  |      |  |
|    | Grecia (bandiera) |       | Babis Gerakarakis     |  |      |  |
|    | Grecia (bandiera) |       | Manolis Kazanidis     |  |      |  |
|    | Grecia (bandiera) |       | Takis Argyropoulos    |  |      |  |
|    | Grecia (bandiera) |       | Giannis Polychroniou  |  |      |  |
|    | Grecia (bandiera) |       | Spanos                |  |      |  |
|    | Grecia (bandiera) | All.  | Giannīs Spanoudakīs   |  |      |  |